# Schloss Teufen
Die Anlage von Schloss Teufen besteht aus dem Alten und dem Neuen Schloss. Sie liegt an einem vom Tüfenbach gebildeten Geländevorsprung südöstlich des Dorfes Teufen über der Strasse nach Freienstein im Kanton Zürich, Schweiz.

## Altes Schloss

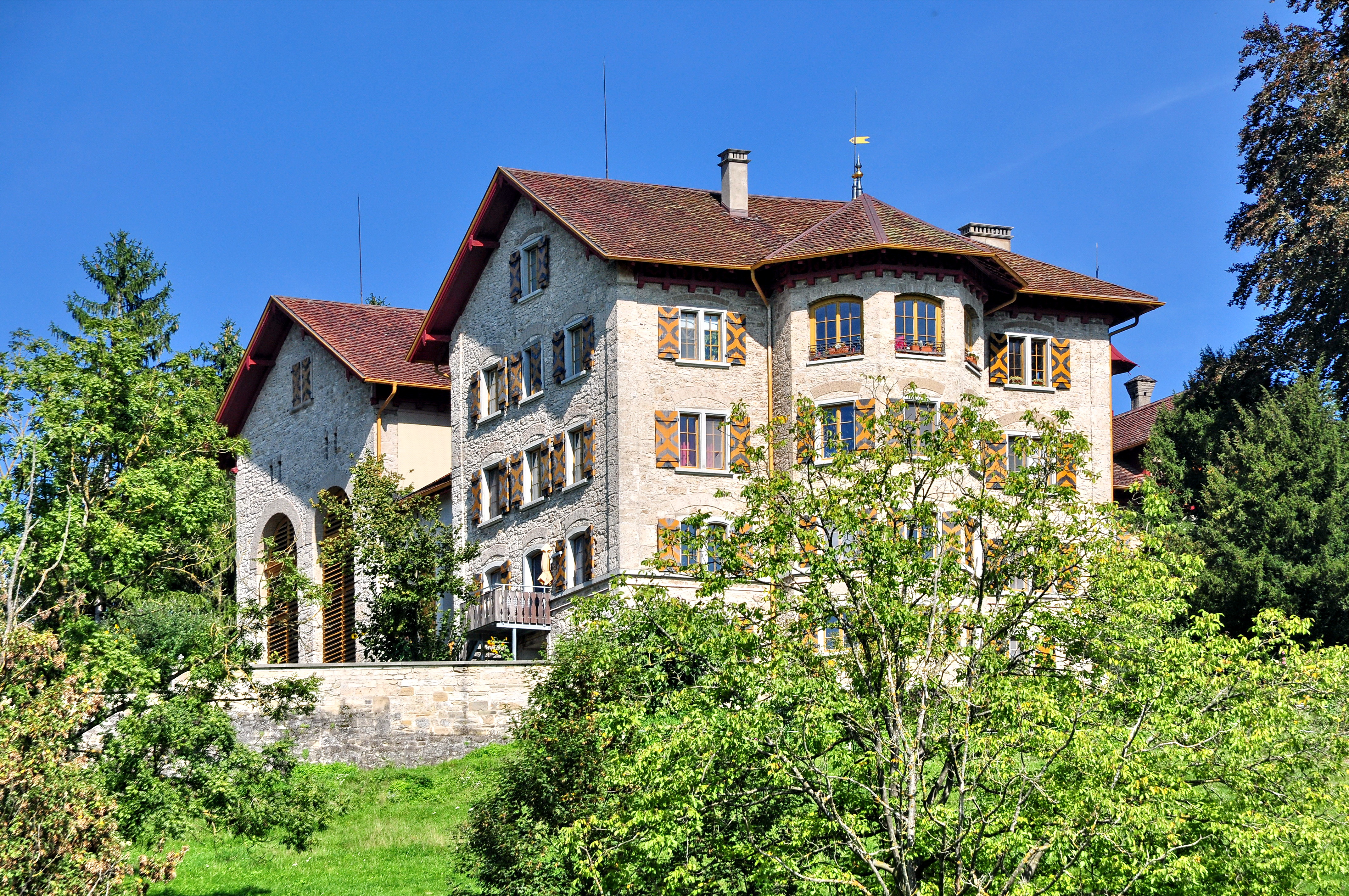
Altes Schloss Teufen

Im Mittelalter bauten die Herren von Teufen in der Nähe der strategisch wichtigen Flussmündung der Töss in den Rhein zwei Burgen, Altenteufen und Hohenteufen. Später bewohnten die Familien zum Thor (1315–1550), von Ulm (1550–1600) und von Meiss (1600–1798) die Burgen und hatten die niedere Gerichtsherrschaft inne, die Diebstahl und Frevel ahnden konnte. 
1638 bauten die Herren von Meiss etwa 800 m südwestlich von Altenteufen am Ausgang des Junkerentals ein imposantes Schloss, dessen Hauptgebäude einen Treppengiebel aufwies. Der Einmarsch der französischen Truppen im Jahre 1798 und die Gründung der Helvetischen Republik bedeuteten den Verlust der Gerichtsbarkeit.
1808 lebte ein berühmter Gast auf Schloss Teufen, Salomon Landolt, der Landvogt von Greifensee, der in der gleichnamigen Novelle von Gottfried Keller verewigt wurde. «So verkaufte er [Salomon Landolt] sein Gut in der Enge (Quartier der Stadt Zürich) und zog zu seinem Schwager ins Schloss Teufen. Er war fürs Landleben geschaffen und wäre in der Stadt niemals glücklich geworden. In Teufen fand er das, was er suchte, er ritt oft aus, jagte, malte und befasste sich mit Landwirtschaft. Doch nahmen seine Kräfte von Jahr zu Jahr ab.» (Diethelm Zimmermann)
Gottfried von Meiss, der Sohn des letzten Gerichtsherrn, verkaufte 1838 sein ganzes herrschaftliches Gut, das Treppengiebelschloss samt den grossen Stallbauten, die er 1820 hatte aufrichten lassen, an Heinrich Hürlimann auf Rosenberg in Feldbach. Nicht verkauft und im Besitz von Junker von Meiss verblieben der Turm zu Freienstein mit Umgelände und ein Stück Reben in der Engelishalde in Teufen. 1840 verkaufte Hürlimann das ganze Gut an Baron von Müllermann aus Schlettstadt (Sélestat, Elsass). Der Baron wohnte nur kurze Zeit in Teufen. 1843 übernahm Johann Heinrich Merian-von der Mühl aus Basel die Schlossanlage und verkaufte sie 1850 für 132'000 Franken an seinen Bruder Eduard Merian.
Merian liess das Schlossgebäude mit dem markanten Treppengiebel – mit Ausnahme der Landwirtschaftsgebäude – abreissen und liess sich in den Jahren 1850 bis 1856 das heutige Schloss in neugotischem Stil erbauen. 1856 kaufte der Kanton Zürich die gesamte Anlage zum «Neuwert» von 300'000 Franken. 1872 setzte Zürich den Pächter Johann Jakob Keller, bis dahin Werkmeister der Landwirtschaftsschule Strickhof, als Gutsverwalter ein. 1874 verkaufte der Kanton ihm das ganze Anwesen. Von 1876 bis 1905 wurde im Gebäude eine Gastwirtschaft geführt, und die Ziegelei wurde bis nach dem Zweiten Weltkrieg betrieben. Das Weingut Schloss Teufen ist heute noch im Besitz der Nachfahren von Johann Jakob Keller.

## Neues Schloss
«Auf der Anhöhe, in unmittelbarer Nähe der Schlossanlage, wollte sich Eduard Merian eine schlossähnliche Prunkvilla in englischneugotischem Stil bauen lassen. Sechs Jahre lang wurde daran gearbeitet, doch 1856 wurden die Arbeiten plötzlich eingestellt, weil Merian auf Betreiben besorgter Erben entmündigt worden war.» (Swisscastles)

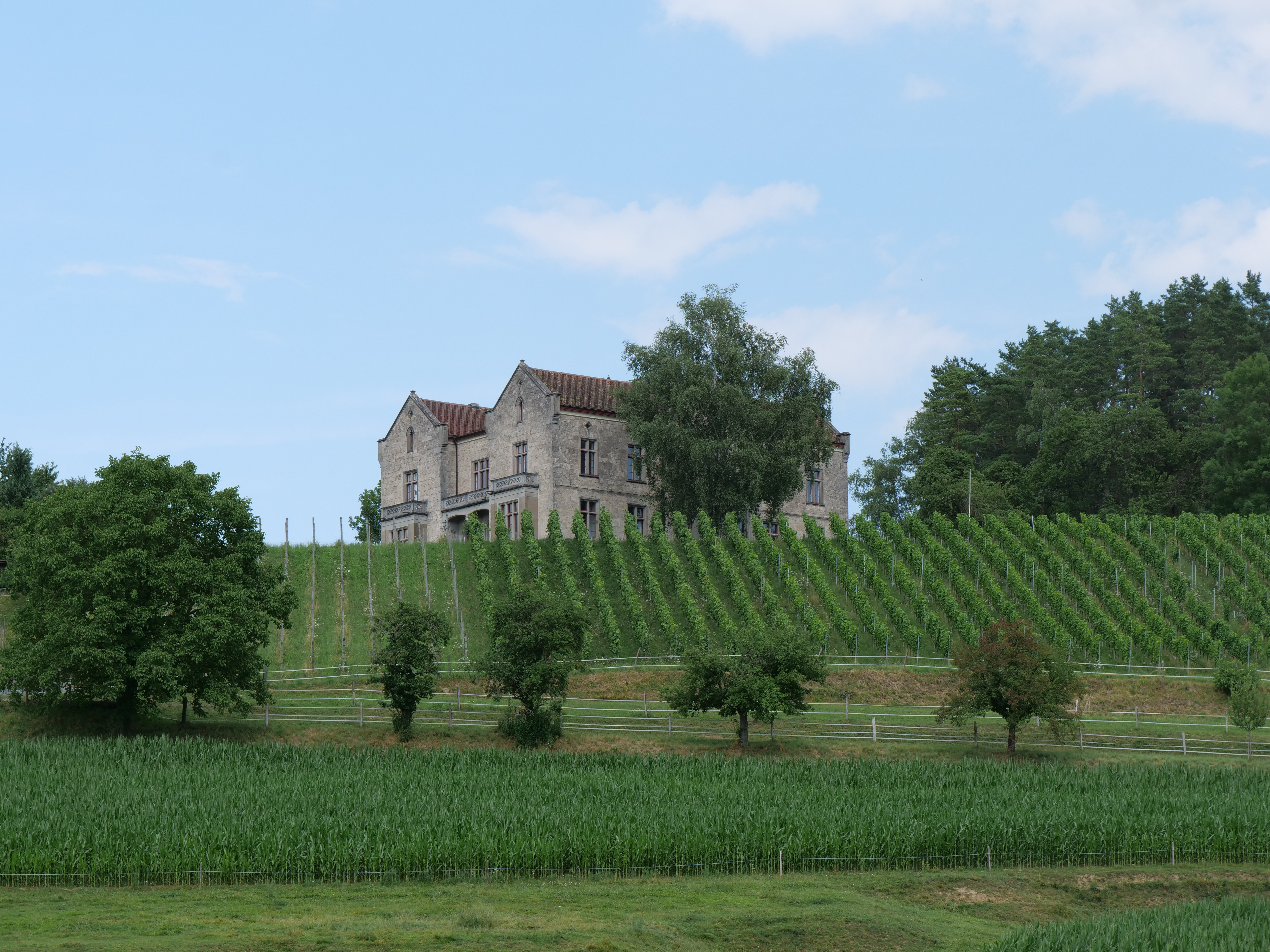
Neues Schloss Teufen

Der markante Bau blieb lange Zeit unvollendet und diente während Jahrzehnten als Geräte- und Wagenschopf. Erst ein neuer Besitzer führte die Arbeiten von 1975 bis 1984 zu Ende. Von 2007 bis 2018 war das neue Schloss im Besitze von Roland von Sayn-Wittgenstein. Er renovierte das Schloss mit neugotischer Farbgebung und Ausgestaltung. Da er stark verschuldet war, wurde das Schloss 2016 von der Bank Sarasin übernommen und wurde im Jahr 2019 verkauft. Der neue Besitzer ist Donato Scognamiglio, Professor und Unternehmer, sowie seit 2023 Zürcher Kantonsrat für die EVP (Evangelische Volkspartei).